# Kanton La Rochelle-5
La Rochelle-5 is een voormalig kanton van het Franse departement Charente-Maritime. Het kanton maakte deel uit van het arrondissement La Rochelle. Het werd opgeheven bij decreet van 27 februari 2014, met uitwerking op 22 maart 2015.

## Gemeenten
Het kanton La Rochelle-5 omvatte de volgende gemeenten:
- Esnandes
- Marsilly
- Puilboreau
- La Rochelle (deels, hoofdplaats)
- Saint-Xandre